# Medicate
«Medicate» («Medicar») es una canción de la banda estadounidense de rock AFI, lanzada como primer sencillo de su álbum de 2009, Crash Love (Accidente de amor). Fue presentada para descarga a través de iTunes el 25 de agosto de 2009 y fue llevada a las estaciones de radio el 1 de septiembre. Alcanzó el puesto #7 en música alternativa y el #16 en rock de la Revista Billboard, y se incluyó en el videojuego Guitar Hero 5 (Héroes de la guitarra). La canción también está disponible para descargar para jugar en el Rock Band Music Store y Tap Tap Revenge 2 y 3.

## Video musical
El vídeo musical para Medicate se estrenó el 2 de octubre de 2009. El vídeo está rodado en blanco y negro, con efectos de color oro añadido digitalmente. El video muestra a la banda interpretando la canción delante de una gran pantalla de proyección que muestra imágenes de una chica rubia y de la banda. Durante el puente de canción, el cantante Davey Havok besa a la chica mientras que el guitarrista Jade Puget yace sangrando en el suelo, sangre de color de oro mediante el uso de efectos digitales.
- Datos: Q4043894